# Fanny Caillé

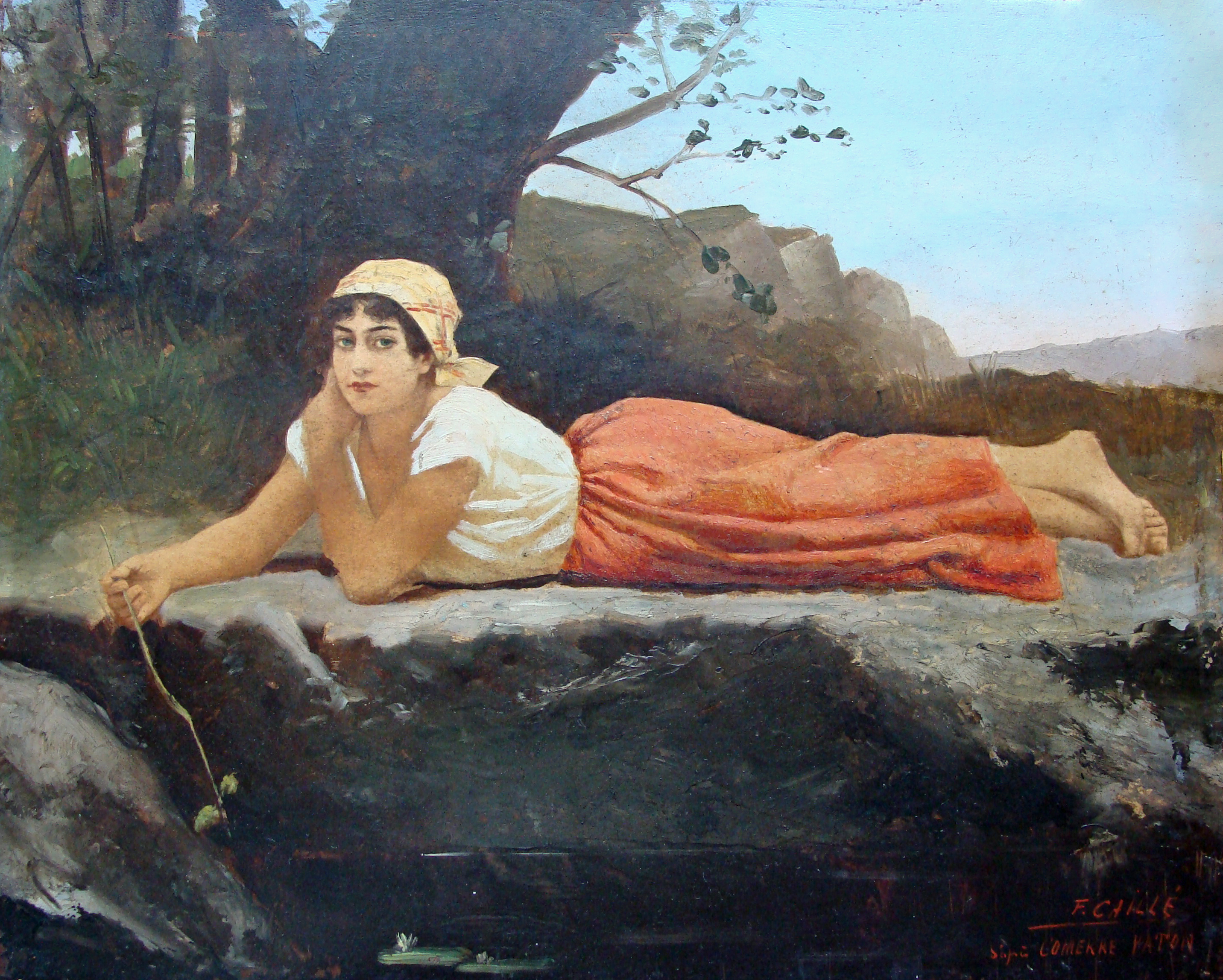
At the spring
Rielaborazione del quadro di Jacqueline Comerre-Paton

Fanny Caillé (Parigi, 1850 circa – 1900 circa) è stata una pittrice francese.

## Biografia
Non si hanno notizie certe sulle date di nascita e di morte di Fanny Caillé, né sul luogo della sua scomparsa. Le informazioni al riguardo, pertanto, sono approssimative. Nata a Parigi, dimostrò giovanissima un notevole talento e una particolare inclinazione per la pittura. 
Studiò quindi a Parigi con Charles Chaplin (1825-1891), pittore ufficiale del Secondo Impero.
Espose al Salon della pittura e della scultura di Parigi, già a partire dal 1869. Partecipò anche all'esposizione annuale di Belle arti di Angers nel 1886
e, parimenti, al Salon del bianco e nero. 
Legata da sincera amicizia con la pittrice Jacqueline Comerre-Paton, moglie di Léon Comerre, riprodusse, interpretandolo liberamente, uno dei suoi più noti quadri: At the spring.
Fanny Caillé è citata nel Dizionario Bénézit, sulle quotazioni dei pittori di Akoun (vedi Edizioni Thalia) e su Artprice in Internet.

## Opere significative
Delle sue opere ricorderemo in particolare:
- Portrait d'une jeune dame lisant un livre (intitolato anche Rêverie), olio su tela. Diverse versioni di questo quadro esistono in formati differenti nel Regno Unito e negli Stati Uniti. È stato infatti copiato numerose volte.[1]

- At the spring, olio su legno, realizzato reinterpretando l'opera omonima di Jacqueline Comerre-Paton (1859-1955).
- Making a wreath, olio su legno.
- Portrait d'une lady, miniatura su porcellana. (Collezione privata - Paesi-Bassi).
- Portrait. Disegno acquarellato. (Collezione privata - Francia).
- Portrait. Disegno acquarellato. (Collezione privata).
- Diverse miniature e acquarelli.